# Powers (comics)
Powers est une série de comics créée par Michael Avon Oeming (dessin) et Brian Michael Bendis (scénario), publiée depuis 2000 par Image Comics (2000-2004) puis par Icon Comics (2004-). La traduction française est assurée par Semic (2002-2004) puis Panini Comics (2009-).

## Synopsis
Mêlant bande dessinée policière « hardboiled » et super-héros, Powers suit les aventures de Christian Walker et Deena Pilgrim, deux policiers de la brigade criminelle qui enquêtent sur des affaires concernant des personnes dotées de super-pouvoirs.

## Publication

### Trade Paperbacks
1. Who Killed Retro Girl? (#1–6, 2000)
2. Roleplay (#8–11, 2002)
3. Little Deaths (#7, 12–14 et Annual 1, 2003)
4. Supergroup (#15–20, 2003)
5. Anarchy (#21–24, 2003)
6. The Sellouts (#25–30, 2004)
7. Forever (#31–37, 2004)
8. Legends (vol. 2 #1–6, 2005)
9. Psychotic (vol. 2 #7–12, 2006)
10. Cosmic (vol. 2 #13–18, 2007)
11. Secret Identity (vol. 2 #19–24, 2008)
12. The 25 Coolest Dead Superheroes of all Time (vol. 2 #25–30, 2009)
13. Z (vol. 3 #1–6, 2010)
14. Gods (vol. 3 #7–11, 2012)

Série Powers: Bureau
1. Undercover (Powers: Bureau #1–6, 2013)
2. Icons (Powers: Bureau #7–12, 2014)

### Albums en français
1. Qui a tué Rétro Girl ? (2002)
2. Jeu de rôle (2003)
3. Groupies (2004)
4. Super-groupe (2009)
5. Anarchie (2009)
6. Les Traîtres (2010)
7. Éternels (2010)
8. Légendes (2012)

### Éditeurs
- Image Comics : trade paperbacks 1 à 5
- Icon Comics : trade paperbacks 6 à 14
- Icon Comics : trade paperbacks Powers: Bureau
- Semic (collection « Semic Books ») : tomes 1 à 3 (première édition des tomes 1 à 3)
- Panini Comics : tomes 4 à 7 (première édition des tomes 4 à 7)
- Panini Comics (collection « 100% Fusion Comics ») : tomes 1, 2 et 8 (première édition du tome 8)

## Prix et récompenses
- 2001 : Prix Eisner de la meilleure nouvelle série

### Documentation
- Jean-Pierre Fuéri, « Inspecteur oxyderrick », BoDoï, no 50,‎ mars 2002, p. 14.